# Denis Mendoza
Denis Mendoza (Caracas, 22 giugno 1955) è un allenatore di calcio ed ex calciatore italiano, di ruolo centrocampista.

## Caratteristiche tecniche

### Giocatore
Nato mezzapunta, Mendoza nel corso della sua carriera fu anche impiegato come centrocampista con compiti di regia e come mediano.

### Allenatore
Adotta di preferenza il 3-4-1-2, con una coppia di attaccanti possibilmente veloci.

## Carriera

### Giocatore
Nato in Venezuela, ma trasferitosi all'età di due anni a Meduno in Friuli-Venezia Giulia, Mendoza iniziò la sua parabola agonistica nell'Udinese. Con i friulani esordì nel campionato di Serie C 1971-1972, collezionando 2 presenze. Nella stagione successiva trovò più spazio, scendendo in campo in 13 occasioni, a cui va aggiunto lo spareggio-promozione, perso contro il Parma.
Nel 1973-1974, a 18 anni, si trasferì nel Genoa per 100 milioni di lire. Con i Grifoni esordì in Serie A il 13 gennaio 1974 in Milan-Genoa 1-0, e nella sua prima stagione giocò 10 partite, guadagnandosi la riconferma nel successivo torneo disputato in Serie B. Nel campionato 1974-1975 giocò 26 partite, ma i Grifoni non riuscirono a centrare la promozione, arrivata solo l'anno successivo, con Mendoza nei panni di rincalzo (13 presenze e 1 rete).
Non seguì il club in Serie A, passando alla Ternana. Nella società umbra rimase una stagione, contribuendo alla salvezza del club rossoverde con 24 presenze e 3 reti, per poi ritornare al Genoa nel campionato 1977-1978, conclusosi con la retrocessione in Serie B. Nel 1978 passò al Brescia, abbandonando definitivamente la massima serie; vi rimase per una stagione, in Serie B, collezionando solamente 8 presenze.  Nell'estate 1979 fu ceduto al Bologna, nell'ambito dello scambio con Claudio Maselli che si trasferisce alle Rondinelle; nell'ottobre successivo fu girato in prestito al Como, sempre in Serie B e sempre senza trovare spazio (3 presenze senza reti), anche a causa di un lungo infortunio.
Nel 1980 scese ulteriormente di categoria, ceduto dal Bologna al Piacenza in Serie C1. Qui ritrovò un posto da titolare per due stagioni, conquistando altrettante salvezze e la fascia di capitano nella seconda annata. Chiuse la carriera nello Jesi, in Serie C2, sfiorando la promozione con un terzo posto finale in classifica.

### Allenatore
Subito dopo il ritiro, nel 1984, ottiene il patentino di allenatore e inizia l'attività nelle giovanili dell'Udinese. Ha poi guidato il Pordenone, il Real Toppo in due riprese e il Flaibano, tutti nei campionati dilettantistici friulani. Nel 2005 assume la guida della Rappresentativa Juniores della regione Friuli Venezia-Giulia, prima di sedere nel 2009 sulla panchina del Flaibano, squadra friulana di Prima Categoria.

## Palmarès

### Giocatore
- Campionato italiano di Serie B: 2

Genoa: 1975-1976
Como: 1979-1980